# Jean-Jacques Bourassé
Jean-Jacques Bourassé (født 22. december 1813 i Sainte-Maure (Indre-et-Loire), død 4. oktober 1872 i Tours) var en fransk præst, arkæolog og historiker. 
I 1835 underviste han i naturvidenskab ved forbedredelsesseminariet i Tours, hvor han også afholdt et kursus i arkæologi. På grund af hans studier i den relativt nye videnskab som arkæologi, var på daværende tidspunkt, bliver han karakteriseret som en fransk pioner indenfor kristen arkæologi. I 1884 blev han professor i dogmatisk teologi ved le grand séminaire. Et embede han bestred i 6 år, hvorefter han trak sig tilbage, for at hellige sig sine arkæologiske studier.
Bourassé skrev flere bøger hvoraf de kendteste er:
- Archéologie Chrétienne (1841)
- Les Cathédrales de France (1843)
- Les plus belles églises du monde (1857)
- Les plus belles cathédrales de France (1861)
- Recherches hist. et archéol. sur les églises romaines en Touraine (1869)